# Nagapatnam
Nagapatnam este un oraș în India.